# Zosteria murina
Zosteria murina är en tvåvingeart som först beskrevs av Macquart 1838.  Zosteria murina ingår i släktet Zosteria och familjen rovflugor. Inga underarter finns listade i Catalogue of Life.